# Foster County
Das Foster County ist ein County (vergleichbar einer Gebietskörperschaft) im Bundesstaat North Dakota der Vereinigten Staaten. Der Verwaltungssitz (County Seat) ist Carrington.

## Geographie
Das County liegt im mittleren Osten von North Dakota und hat eine Fläche von 1675 Quadratkilometern, wovon 30 Quadratkilometer Wasserfläche sind. Es grenzt im Uhrzeigersinn an folgende Countys: Eddy County, Griggs County, Stutsman County und Wells County.

## Geschichte
Foster County wurde am 4. Januar 1873 gebildet und am 11. Oktober 1883 abschließend organisiert. Benannt wurde es nach James S. Foster, einem frühen Siedler und Ortsgründer im Dakota-Territorium.
Sechs Bauwerke und Stätten des Countys sind im National Register of Historic Places eingetragen (Stand 23. März 2018).

## Demografische Daten

Alterspyramide des Foster County

Nach der Volkszählung im Jahr 2000 lebten im Foster County 3.759 Menschen in 1.540 Haushalten und 1.031 Familien. Die Bevölkerungsdichte betrug 2 Einwohner pro Quadratkilometer. Ethnisch betrachtet setzte sich die Bevölkerung zusammen aus 99,02 Prozent Weißen, 0,13 Prozent Afroamerikanern, 0,43 Prozent amerikanischen Ureinwohnern und 0,05 Prozent aus anderen ethnischen Gruppen; 0,37 Prozent stammten von zwei oder mehr Ethnien ab. 0,19 Prozent der Bevölkerung waren spanischer oder lateinamerikanischer Abstammung.
Von den 1.540 Haushalten hatten 31,0 Prozent Kinder und Jugendliche unter 18 Jahre, die bei ihnen lebten. 57,5 Prozent waren verheiratete, zusammenlebende Paare, 6,4 Prozent waren allein erziehende Mütter, 33,0 Prozent waren keine Familien, 30,6 Prozent waren Singlehaushalte und in 16,0 Prozent lebten Menschen im Alter von 65 Jahren oder darüber. Die Durchschnittshaushaltsgröße betrug 2,39 und die durchschnittliche Familiengröße lag bei 2,99 Personen.
Auf das gesamte County bezogen setzte sich die Bevölkerung zusammen aus 26,2 Prozent Einwohnern unter 18 Jahren, 5,5 Prozent zwischen 18 und 24 Jahren, 25,9 Prozent zwischen 25 und 44 Jahren, 21,0 Prozent zwischen 45 und 64 Jahren und 21,4 Prozent waren 65 Jahre alt oder darüber. Das Durchschnittsalter betrug 40 Jahre. Auf 100 weibliche Personen kamen 98,8 männliche Personen. Auf 100 Frauen im Alter von 18 Jahren oder darüber kamen statistisch 95,8 Männer.
Das jährliche Durchschnittseinkommen eines Haushalts betrug 32.019 USD, das Durchschnittseinkommen der Familien betrug 40.469 USD. Männer hatten ein Durchschnittseinkommen von 31.442 USD, Frauen 19.750 USD. Das Prokopfeinkommen betrug 17.928 USD. 7,6 Prozent der Familien und 9,3 Prozent Familien lebten unterhalb der Armutsgrenze. Davon waren 10,9 Prozent Kinder oder Jugendliche unter 18 Jahre und 12,4 Prozent waren Menschen über 65 Jahre.